# Ål
Ål é uma comuna da Noruega, com 1 172 km² de área e 4 656 habitantes (censo de 2004).

## Cidade-irmã
- Sololá, Guatemala